# Берездівці
Березді́вці — село у Стрийському районі Львівської області, що сусідить на сході із містом Новий Розділ. Село лежить на ходорівській автотрасі, до Дністра звідси — 2 км.

## Назва
Назву ніхто з істориків до беріз не прив'язує: скоріше до берестового лісу. Існують теорії про те, що на місці поселення був березовий ліс або ж, що у Берездівцях оселилися мешканці Берестя (сучасного білоруського міста Брест).
Також існує версія, що Берездівці виникли з міста Аннополь. Але пізніше історики спростували цю версію. 1715 року невеличке поселення з цією назвою (Аннополь) заснувала біля Берездівців власниця населеного пункту Францішка Цетнер. За планами засновників, поселення мало стати більшим за Берездівці. Однак пізніше Аннополь почав потроху зникати, зрештою він просто приєднався до Берездівців.

## Історія

### Перша згадка, наступні роки

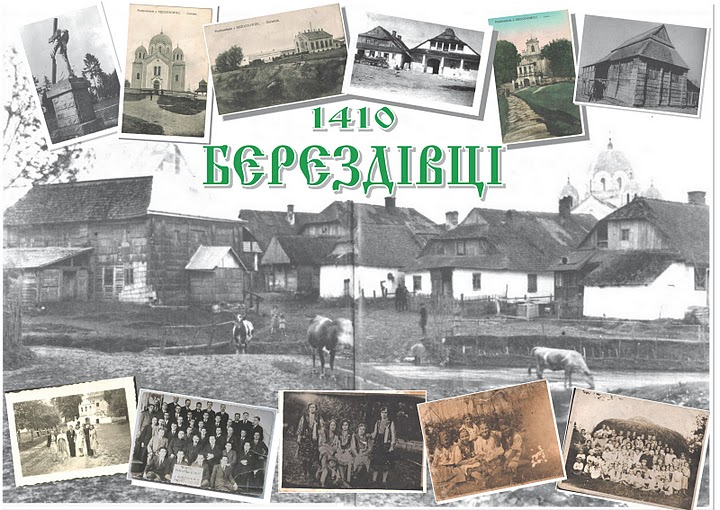

Поселення є одним з найдавніших у Миколаївському районі. Перша згадка про Берездівці датується 1410 роком. Того року місцевий шляхтич Микола чи Бенедикт (Бенько) з дозволу Галицького біскупа Якова Стрепи збудував у селі костел Воздвиження Чесного Хреста. Та відомо, що на той час село не тільки існувало, а у ньому вже діяв дерев'яний костел Різдва Діви Марії. Після смерті Бенька дідичем у Берездівцях став Іван з Сеняви — серед його документів якраз і знайдено першу згадку про поселення.
Львівський стольник у 1435—1441 роках Дмитро з роду Ходорівських гербу Корчак підписувався «на Ходороставі і Берездівцях».
У податковому реєстрі 1515 року в селі документується піп (отже, уже тоді була церква), млин та 7 і 3/4 ланів (близько 194 га) оброблюваної землі.

### Вигляд містечка
Планування Берездівців досить схоже на інші європейські міста, а серед українських — на Львів.
У центрі — площа Ринок, від якої починалося 6 вулиць. До костелу вела, відповідно, Підкостельна, до церкви — Підцерковна. Вулицею Боринецькою можна було зайти на залізничну станцію до сусіднього села Бориничі. На цій вулиці ще до приходу радянської влади стояв хрест в пам'ять про 20-річчя польсько-галицького повстання 1846 року.
Інші три вулиці, які брали початок від Ринкової площі — Зелена, Болонна А і Болонна Б, вели на саму окраїну Берездівців, до придністровських лук.
Мало місто Берездівці і свою річку — Вишнівку, через яку був прокладений дерев'яний міст і на якій стояло 3 млина. Віддавна на вулиці Болонній А стояла скульптура Ісуса Христа, яку виготовив відомий польський митець Антоній Сухоровський. Ще одна скульптура — святого Яна, була на Ходорівській дорозі. Цей пам'ятник знищили радянські війська у часи Другої світової війни, а у 2010 р. його було відновлено. Гору, на якій стоїть скульптура святого Яна, люди у селі і донині називають Яновою горою.

### Рудня
1455 року в околицях Берездівців працювала рудня, у якій виплавляли залізо з болотяної руди. Міхи рудні приводились в рух млиновим колесом, а процес плавки руди тривав кілька годин. Для роботи рудні використовувалось деревне вугілля, яке виплавлювали з букового дерева. Отже, ліси в околицях Берездівців були знищені ще в давні часи. Можливо, що сама рудня знаходилась на території теперішнього села Руда (Рудківці).

### Місто Берездівці
У 1526 році населений пункт отримав Магдебурзьке право, а отже — статус міста. На правах більшої за село адміністративної одиниці, Берездівці дістали привілей влаштовувати ринок. Його у містечку організовували щотижня по середах.
Містечко було невеликим. На заваді його зростанню стали часті напади татар, які понищили Берездівці у 1618—1621 роках. Мабуть в цей час був знищений і місцевий замок. У 1651 році ще було видно земляні укріплення колишнього замку.
Про те, що містечко, навіть у часи свого розквіту було невеликим, свідчить зокрема те, що два поверхи в Берездівцях мала тільки одна кам'яниця — будинок польського товариства Народної школи. При ній діяв магазин сільськогосподарського товариства й концертний зал з гардеробом. Саме в цьому приміщенні відбувалися збори місцевого стрілецького товариства, ставилися аматорські вистави.
Берездівські українці мали окремий народний дім. Крім нього, серед найвідоміших споруд містечка, був двір — власність закладу графа Станіслава Скарбека. При ньому діяла гуральня, у якій працювали сироти.

### Єврейська громада
Як і кожне місто Галичини, Берездівці мали свою єврейську громаду. Вона розселялася на території, площею поза три гектари. У XVIII сторіччі євреї збудували у Берездівцях дерев'яну 12-метрову синагогу прямокутної форми. Як прийнято, у ній були два окремі приміщення для чоловіків та жінок. На жаль, до наших часів храм євреїв не дійшов — його розібрали по війні селяни на матеріали Другої світової війни. Тоді ж із Берездівців до гетто в Стрию вивезли майже всю єврейську громаду. Сьогодні про її історію і культуру свідчить тільки старий єврейський цвинтар, розташований обабіч села.

### Берездівці у XVIII столітті
До середини XVII ст. Берездівці були поділені між 7 власниками. Тут було 3 корчми і 2 млини. У 1727 році Берездівці вже належали Цетнерам, які передали маєток в оренду на 3 роки жидові Єноху Юзефовичу. За час його господарювання господарська ситуація тут різко змінилась.
У 1730 році в Берездівцях було 64 кметі та 8 загородників. 37 кметів господарювали на чвертях, 27 — на пів чвертях. Мали 83 волів та 43 коней.  8 кметів були прикріплені до оренди (панської гуральні) і там виконували панщину. Ця панщина становила 8036 днів та ще 1248 днів становили шарварки. Шарварки селяни відробляли кожної третьої суботи. Селяни  також мусили безплатно садити та поливати панську капусту, обробляти льон та коноплі, прясти прядиво, по черзі робити солод для панських броварів. Двір також справно збирав десятину з селянських садів та пасік. Селяни почергово вартували кожної ночі панські маєтки (по двоє).  Але незабаром маєтки, через шлюб Францішки Цетнер з графом, подільським воєводою Міхалом Юзефом Жевуським перейшли до Жевуських. Самі  Жевуські господарства не вели, а передавали маєтки в оренду дрібній шляхті.

### Подальша доля краю
У 1739—1742 роках «Берездівський ключ» винаймав за 30000 злотих пан Дібровний, у 1742—1745 роках — за таку ж суму цю землю купив Ян Ялбжиховський.
В інвентарі Берездівців 1748 року зазначено, що у місті було 28 будинків,  2 будиночки та п'ять халуп. Серед них було 8 хат в ринку та 7 будинків в'їзних. Ринком називалась торгова площа посеред міста. Мешканцями міста було 30 жидівських родин та кілька польських. Тут також було 7 винниць.
У 1763 році місто орендував пан Нелавіцький. В містечку були різні промисли: фільварки, ринок. У 1781 році місто ще було в складі маєтків Францішека Жевуського. Його дружина Юліанна зі Скарбеків 1802 року записала маєток в Берездівцях своєму небожу Станіславу Мартину Скарбеку — майбутньому фундатору театру у Львові (нині Національний академічний український драматичний театр імені Марії Заньковецької). У 1833 році місто належало С. М. Скарбкові, мало 1342 особи населення, переважно єврейського.
Влітку 1869 року в Берездівцях була відкрита поштова станція.

##### Мовою документів:Поведінка деяких шляхтичів
Історичні документи донесли на своїх сторінках один з безлічі прикладів поведінки шляхти з кріпаками. 1637 року місцева шляхтянка Агнєшка Опацька наказала слугам схопити свою колишню служницю і відрубати їй голову. Причиною цього послужили пишні золотисті коси дівчини. Відрубану голову наказала кинути у вогонь, викрикуючи, що служниця не варта мати таке красиве волосся. За свій дикунський злочин була лише оштрафована та відсиділа кілька тижнів у вежі Львівського замку.
Вчений Владислав Лозіньський зазначив, що це був унікальний за жорстокістю випадок, вчинений шляхтою протягом століття на території Руського воєводства.

### Страйки місцевих жителів
Весною 1918 року в Берездівцях відбулися масові виступи селян проти так званої нової панщини — примусового виконування селянами польових робіт в маєтках. В серпні 1920 року більшовицька кіннота розбила в околицях Берездівців угрупування польських військ. Двоє мешканців містечка пішли з більшовиками.
2 липня 1920 року тут розпочався страйк в фундації Скарбка. Страйкарі вимагали підвищення зарплати та введення обідньої перерви. Викликані солдати та поліція відкрили вогонь по страйкуючих. 10 липня розпочались арешти та суд над учасниками страйку.
В середині червня 1930 року в Берездівцях відбувся страйк форналів (постійних найманих робітників у фільварку), спровокований сельробівцями. Страйкарі знищили телефонний зв'язок з Львовом. Тоді в село прибули 2 автомашини поліції і почались арешти. Суд над 58 форналями відбувся тільки весною 1931 року в Бережанах.

##### Мовою документів:Пожежа
У 1924-му в Берездівцях трапилась велика пожежа. Її спричинило троє дітей, які біля хати пекли картоплю. Вогонь швидко поширився через немолочені скирти й фасолю, які селяни тримали коло своїх, зазвичай дерев'яних, будинків. Таким чином внаслідок пожежі згоріли аж 40 хат.

### Просвіта
У 1912 році місцеві українці почали робити заходи щодо заснування в Берездівцях читальні «Просвіта». Влада дала свій дозвіл на це тільки 26 серпня 1915 року, коли з Галичини була вигнана російська армія, але робота читальні швидко згасла.
Друге її відкриття відбулося в жовтні 1929 року. Записалось до неї 56 членів. У серпні 1929 року читальня вже влаштувала великий концерт — фестин, куди були запрошені аматори з Піддністрян.
У 1931 році при читальні була заснована бібліотека, яка через 2 роки мала 111 книжок.

### Життя берездівчан на початку ХХ століття
1 серпня 1934 року внаслідок адміністративної реформи у Польщі, Берездівці стали центром однойменно ґміни. До неї входили ще 9 сіл. Щоправда центром ґміни Берездівці побули недовго. У 1939 році, після приходу радянської влади, змінився і адміністративний поділ.
За польської влади телефонна мережа Берездівців складалася з чотирьох абонентів: пошта, поліційний пост, парафіяльна канцелярія і міська управа. Також було вуличне освітлення — для цього використовували нафтові лампи.
Ще до приходу радянської влади, мали Берездівці і власну футбольну команду — «Стрілець». Її головними суперниками, як правило, були футболісти з Роздолу, «Орлята» з Бібрки, чи жидачівські «Стрільці». Репутацію непоступливого суперника мала й ходорівська єврейська команда «Дрор».
Уночі за Берездівцями наглядала добровільна варта, до якої щовечора заступали по 6 чоловіків. Особа, якій надійшов час чергувати, отримувала спеціальну палицю. До добровільної варти входили і поляки, і українці. Кожен стеріг свою територію. Українці вартували під церквою, поляки — під костелом.

### Масові переселення
В час Другої світової війни євреїв з Берездівців вивезли до гетто в Стрию. Поляків до 1945 року в селі мешкало понад 1700 мешканців. 70 відсотків з них були поселені до Шльонського воєводства, що у Польщі. Корінне ж населення зазнало чимало горя у роки визвольної боротьби, багато родин було вивезено в Сибір.
Під час так званого обміну населенням 1944—-1946 рр. багато українців з Закерзоння було переселено на територію села Берездівці.

### Колгосп
У післявоєнні роки на території нашого села був створений колгосп, до якого входили і навколишні села. Колгосп було названо на честь видатного українського письменника Івана Франка. Багато років ця селянська спілка числилась у рядах колгоспів — мільйонерів. Колгосп мав свій цегельний завод, спирт завод, млин і свою олійницю. При колгоспі була створена футбольна команда «Зоря», яка захищає честь села і до сьогодні. Багато років цю команду тренує відданий своїй справі Мирон Петрович Облучинський.

### Освіта і школи Берездівець
Була у селі і своя школа — восьмирічка, у класах якої навчалося не одне покоління односельчан. Наприкінці 90-х років вона припинила своє існування. Відсутність школи у селі і донині є великою проблемою для його жителів. Наші школярі кожного дня долають пішки по кілька кілометрів у школи сусіднього міста Новий Розділ.
Перед тим як школа закрилася, вона існувала багато років і також має свою історію, яка починається з початку 1900-х років.
Тоді у населеному пункті в двох довгих одноповерхових будинках діяла семикласна (до 1923 р. — шестикласна, до 1913 р. — 5-класна) школа. Викладали у ній польською мовою, щоправда, дві години на тиждень учні вивчали і українську. Також тут була читальня москвофільського товариства ім. М. Качковського. У приміщенні мешкав директор, а шкільне подвір'я прикрашав пам'ятник орла на честь 10-річчя незалежності Польщі. Його встановлено у 1928 році.
Ще 1832 року парох Лопушанський показував акт заснування школи з 1824 року. Але самого шкільного будинку не було, тому діти навчались у парафіяльному будинку. Всіх учнів було 7 і парох перерахував їх поіменно: Василь та Степан Лисятинські (діти дяка), Василь Совин, Настя Ратич, Юрко Пелипів, Юрко Забавчук та Анна Убога. Навчання відбувалось українською мовою. Лише один з учнів не вмів читати, писати не вмів ніхто. Парох Лопушанський також дав список 25 дітей з Берездівець, які у святкові та недільні дні відвідували науку катехизму (основ християнської школи). У ньому були учні з прізвищами Балук, Бойко, Гулей, Забавчук, Карась, Корецький, Костур, Мазурик, Марків, Сорока, Убогий.
У 1910 році директором школи був Лопушанський, римо-католик, але добрий українець.(Не виключено що він міг походити з родини колишнього пароха о. Лопушанського) його будь — якою ціною хотіли усунути звідси ксьондз Гондек та вчителі — поляки: Коженний та Добрудзкий.

##### Мовою документів:Суд над Лопушанським
З метою усунення від посади директора Лопушанського, Кажений і Добрудзкий підмовили маму дівчини-служниці у Лопушанського дати заяву в поліцію, що ніби-то він скомпрометував її дочку. Ходорівський  суддя  Пісарський наказав арештувати Лопушанського, але через 5 днів через брак доказів мусив його відпустити. Лопушанський дав судді ляпасу за цю провокацію і за це був знову ув'язнений.

### Боротьба за українську мову в школах
У 1925 році шкільна влада відхилила прохання 50 селян  про введення для 73 їхніх дітей української мови навчання і того ж року школа перейшла на польську мову.
У 1932 році місцеві українці подали 37 декларацій про бажання навчати 63 своїх дітей рідною мовою, а поляки зібрали 170 декларацій про бажання навчати в школі своїх 230 дітей. Хоч за діючим шкільним законом були всі підстави для введення у школі двомовного навчання, шкільний інспектор Ян Оглий попросив кураторів залишити тут одномовність.
Восени 1935 року українці зробили останню спробу добитися навчання рідною мовою для своїх дітей. Одночасно влада організувала 197 декларацій за польську мову навчання для 314 дітей. 52 декларації подали місцеві жиди. «Перевірка» цього разу була більш об'єктивною і визнала недійсними декларації для 80 дітей, але польська мова залишилась панівною у школі до 1939 року.  Треба також додати, що в земельній метриці села 1787 року зазначено про існування в Берездівцях окремої жидівської школи.
У 1949 році село відвідала всесвітньо відома українська співачка Соломія Крушельницька. Кілька днів вона гостювала у своєї двоюрідної сестри Марії, яка мешкала у Берездівцях.

## Храми
У селі знаходяться два храми: українська православна церква і римо-католицький костел.

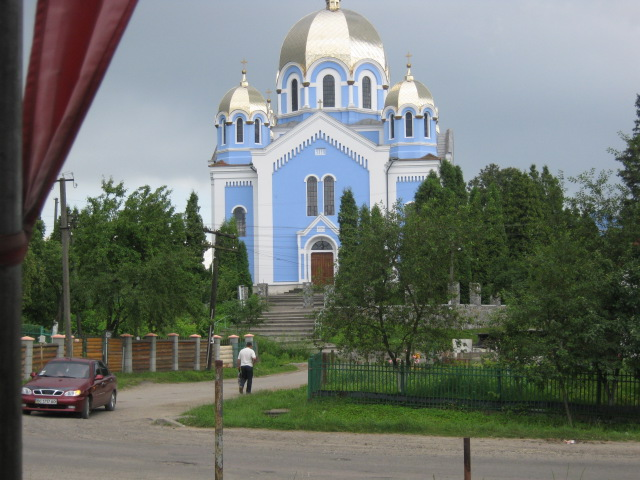
Православна церква в Берездівцях

### Храм Воздвиження Чесного Хреста Господнього
Будівництво церкви Різдва Христового було розпочато 1898 р. і тривало до 1906 року.
Проектантом сакральної споруди виступив знаний український архітектор Василь Нагірний. Взявши за основу хрещато-банну конструкцію, архітектор максимально спрощує структуру храму і надає їй візантійського характеру з елементами класицизму. Вона має 5 бань, які означають Ісуса Христа і чотирьох апостолів євангелістів.
При церкві існувало братство, до якого було записано близько 500 парафіян. Його члени присягнули не вживати горілки та інших алкогольних напоїв.
У селі того року було 785 парафіян, а в Малехові, Гранках та Кутах, які на той час належали до Берездівецької парохії, відповідно 650, 245 та 260.
Парохами у нашому селі були Іван Ковальський, отець Синишин, який згодом пішов звідси до Розвадова, де у 1914 р. був арештований австрійськими жандармами і ув'язнений в концтаборі Талегроф. На його місце в Берездівцях парохом поставили о. Миколу Гапія, який був висвячений у 1896 р.
В роки війни парохом у храмі був о. Лисак, якого згодом енкаведисти замордували у Львівській в'язниці. Пізніше отцем на парафії став Любомир Прокопович. За його служіння у храмі було встановлено новий іконостас і організовано церковний хор, який і до сьогодні возвеличує  Бога своїм співом. Диригентом хору став С. Прокоп'як з Піддністрян.

##### Мовою документів:Ангельський спів
Згадуючи про хор С. Прокоп'як писав: «Пригадується коли я вперше почув у церкві співи цього хору, то був просто приголомшений. Я не міг намилуватися чарівними голосами місцевих солісток — Розалії Убогої та Катерини Ратич. Красу їх голосів словами не описати. На серці ставало солодко і милісно, радість наповнювала груди. Після співу берездівецького хору самому хотілося зробити щось таке прекрасне і потрібне людям»
Після смерті о. Любомира священиком став о. Василь Стричун, служіння якого і донині парафіяни згадують з особливою теплотою. На даний час парафією опікується о. Богдан Лесюк.
Влітку 2006 р. парафіяни відсвяткувала 100-річчя храму. До цієї дати фасад храму було оновлено: храм перефарбували на біло — блакитний колір — колір неба. Згодом, зусиллями громади, купола храму були перекриті бляхою золотистого кольору. Храм набув неповторної краси, став справжньою окрасою села.

### Костел Воздвиження Чесного Хреста

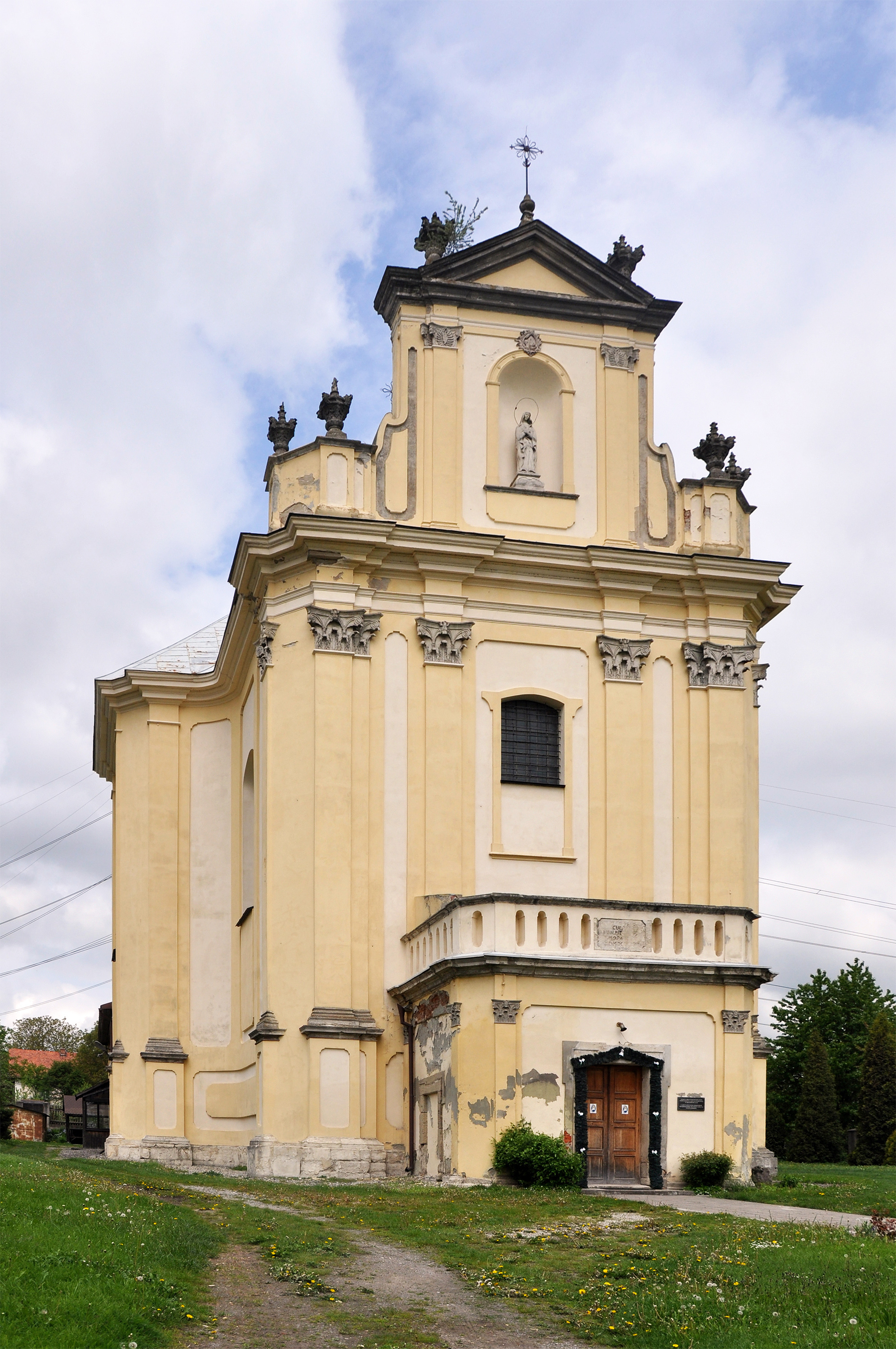
Костел Воздвиження Чесного Хреста

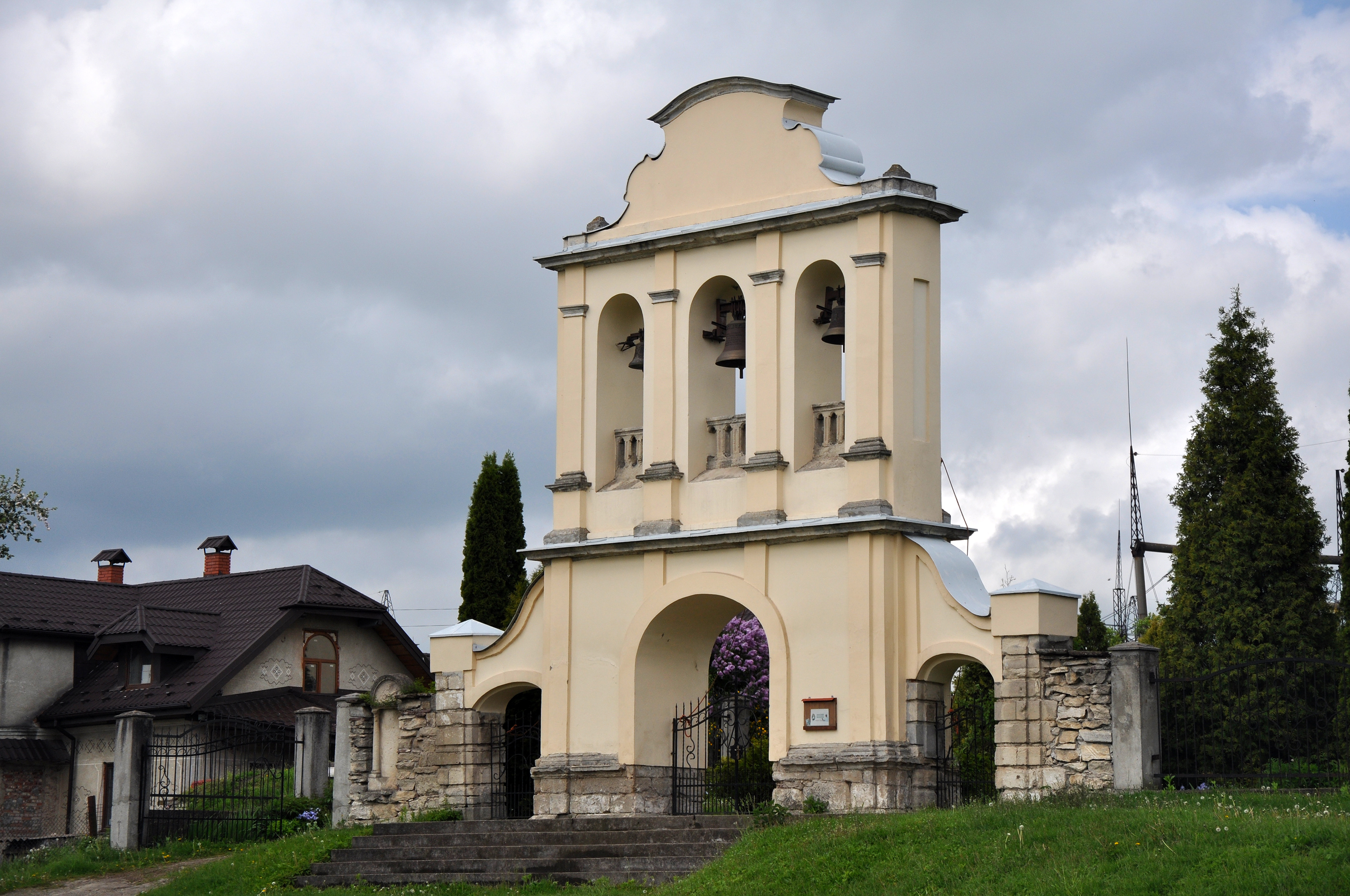
Дзвіниця костелу Воздвиження Чесного Хреста

Костел Воздвиження Чесного Хреста датований 1771 роком. Його архітектором був Бернард Меретин. Причому, на той час в поселенні вже існував дерев'яний костел Різдва Діви Марії. Попередній костел у Берездівцях поставили 1410 року, він був зведений за кошти місцевого дідича Миколая Бенедикта Бенка.
Близько 1760 року дідичі Францішка та Міхал Юзеф Жевуські фундували будівництво нового костелу. Керівником спорудження храму був учень Б. Меретина Петро Полейовський. У 1769—1771 роках дідичка Піддністрян Францішка Жевуська виділила гроші на побудову сучасного мурованого костелу у Берездівцях в бароковому стилі. Під час канонічної візитації Львівської архидієцезії РКЦ львівським латинським митрополитом Вацлавом Гієронімом Сераковським в протоколі за 24 серпня 1774 року вказано, що будова не була завершена. Її закінчення відбулося за сприяння синв фундаторів — канцлера Львівської курії РКЦ Адама Жевуського (помер 1776 року).
Перед головним фасадом стоїть кам'яна трипролітна дзвіниця, яка складає з костелом єдиний ансамбль. Новий храм постав на місці старого. Опісля його піддавали реставрації у 1903 році.
В радянські часи з 1949 по 1992 роки храм використовувався як колгоспний склад. Сьогодні ж будівля костелу — пам'ятка національного значення.

##### Мовою документів:Легенда про костел
Існує і інша версія появи кам'яного храму: начебто Ванда Жевуська, світська, заможна і досить легковажна дама вела розгульний спосіб життя. Ніхто з місцевих парохів відпущення гріхів княжні не давав, аж поки нещасна не поїхала до самого Папи Римського, а той як покуту наказав звести мурований костел. Про це свідчить надпис  над входом у костел, що в перекладі з латини означає «Справа провини, а не побожності».  Версія, може, не канонічна, але перчинки в розповідь додає. Додам лише, що документально підтверджено участь у створенні нового костелу Францішки Жевуської, дружини Міхала Жевуського, власниці Піддністрян, а зовсім і не Ванди.
16 травня 1746 року в костелі Воздвиження Чесного Хреста на одній з ікон невідомого автора з'явилася кров. Цей факт офіційно завірений підписом та печаткою Львівського архієпископа Римо-католицької церкви Миколая Вижицького від 1 квітня 1747 року. А ікона Розп'яття Ісуса Христа Берездівецького набула великої популярності серед католиків. 1886 року стараннями берездівського ксьондза Йоахіма Мотикевича видано книгу, у якій описані зцілення завдяки іконі Розп'яття. Після Другої Світової війни у 1945 році образ перевезено до Польщі у містечко Камінь Поморський, що на березі Балтійського моря. Там ікона Ісуса Берездівського зберігається у головному міському храмі — кафедрі святого Івана Хрестителя.
У Берездівецькому костелі уже чотири роки зберігається копія Туринської плащаниці.
Костел — доволі знакова архітектурна пам'ятка не лише села, а й району, області, України та навіть світу. Для поляків — єдиний духовний і культурний слід у Берездівцях.

## Давні ремесла і традиційні страви
В нашому селі здавна люди займалися землеробством. Поля в Берездівцях оброблялись по різному: поле Валькова долина протягом трьох років засівали гречкою та вівсом, а на четвертий засівали житом або ячменем, на Загумінках постійно висівали пшеницю та ячмінь, але угноювали кожного третього року, поля Задні Вороновки та Паршиве болото протягом трьох років засівали гречкою та вівсом, а на четвертий лежали облугом.
Також відомо, що у селі були гончарі які виробляли кафлі до п'єців. Займалися у селі і бджільництвом. Збереглися дані про те, що у 1773 році в Берездівцях було 18 пасічників, які разом мали 310 вуликів бджіл. Займалися у селі ще й ткацтвом, поставляючи полотно до маєтку в Роздолі.
Страви які готували господині нашого села, загалом, не відрізняються від традиційної української кухні — це вареники з різними начинками, червоний борщ, голубці, печені пироги, які обов'язково вживалися з підливою, пампушки.

## Берездівці сьогодні
Берездівці — це сучасне село із красивими вуличками та ошатними будинками, що займає площу 2.347 км2.  Чисельність його жителів налічує 1735 осіб, будинків — 544.
У селі є сільська Рада, діє Народний Дім, бібліотека, відділення зв'язку, працює мережа магазинів з продуктовими та промисловими товарами, є свій дитячий садок, який відвідує понад 60 сільських малюків- дошкільнят, а також є фельдшерсько — акушерський пункт з сучасним обладнанням.
У центрі села стоїть пам'ятник воїнам — односельчанам, що загинули у роки Німецько-радянської війни. Пам'ять про цих людей ніколи не згасає у серцях не тільки родичів, а й усіх жителів нашого села. Також перед будинком сільської Ради розташоване погруддя Івана Франка, ім'я якого носив колгосп, що діяв на території Берездовець.
Є у селі свій млин, який обслуговує потреби місцевого населення та навколишніх сіл, а також інкубаторна фабрика.
Має село і власну пилораму, столярний цех, швейну фабрику, на якій працюють місцеві жителі.

##### Культурне життя
Культурне життя сучасного села не стоїть на місці. У Народному Домі організовано чотири художні колективи — це ансамбль «Сонечко», художній колектив «Розмай», ансамбль «Галичанка» та народний ансамбль «Берездівчанка».
Про єврейську культуру в Берездівцях свідчить тільки цвинтар, розташований обабіч села.
Молодь з села не виїжджає, хоч як важко і скрутно буває, люди їздять в інші країни на заробітки, але, все одно, повертаються на свою маленьку Батьківщину. Будують будинки, народжують і виховують дітей та не уявляють свого життя без рідного села.
Село газифіковане, є своя телефонна станція, інтернет. У 2008—2009 роках був прокладений водопровід, і тепер у кожній хаті люди мають змогу користуватися водою, а криниці залишились для окраси подвір'я.
Продовжуючи справу своїх дідів та прадідів, селяни і далі займаються землеробством та тваринництвом. Сіють пшеницю, жито, овес, кукурудзу, цукрові буряки, вирощують картоплю та інші овочі. У своїх господарствах утримують корів, коней, кіз, кролів та іншу живність. Корів у селі, на даний час, налічується 131, свиней — 87, кіз — 33, коней — 5, кролів — 154, птиці — 5732.
Завдяки у близькому розташування до міста Новий Розділ та районного центру, село не відчуває себе віддаленим від цивілізації. Навпаки, з кожним роком у нас виростають все нові і нові будинки. Цікаво і те, що у селі майже немає стареньких і занедбаних хат, їх купляють жителі міст, оселяються там і стають повноправними членами сільської громади.
Люди у селі привітні, душевні та щирі, завжди прийдуть на допомогу та підтримають у скрутну хвилину.
Сьогодення Берездівців пов'язане з долею тисяч його мешканців, які свято бережуть історичну спадщину свого села і наполегливою повсякденною працею примножують славні сторінки минулих літ. Нині берездівчани творять новітню історію свого села у вільній незалежній Україні. Дякують Богу за здобуте і просять здоров'я, щастя, добробуту собі і своїм нащадкам у майбутньому.

## Значна подія для села
28—29 серпня 2010 року в Берездівцях пройшло святкування 600 — річчя від дня заснування села, яке передбачало низку цікавих заходів. Найважливішою подією ювілейних урочистостей стала святкова Академія, проведена в Народному Домі Берездовець 28 серпня.
Розпочалося дійство спільною молитвою за Україну, за село і його мешканців, яку відслужили священики всіх трьох конфесій: православної, греко-католицької і римо-католицької. Привітали берездівчан із поважним ювілеєм представники районної влади та найближчих сусідніх сіл: Гранок — Кутів, Горішнього, міста Нового Роздолу.
На запрошення організаторів свята на урочисту Академію прибуло багато гостей, чиї долі якось пов'язані з Берездівцями. Так, п. Орест Ратич, що зараз проживає у Тернополі, презентував свою книжку «Життєвий шлях галицької родини», у якій досліджено коріння Ратичів, яке бере свій початок у берездівецькій землі. Із книги можна довідатися, як багато представників цього роду стали гідними людьми, своїм життям примножували славу рідної землі, а, отже, і тої малої Батьківщини, де народилися їхні батьки, діди і прадіди.
«Я горджуся тим, що народився в Берездівцях, що тут моє коріння, що тут пройшли мої дитячі роки, що Берездівці — казка мого життя!» — сказав у своєму виступі п. Тарас Костур, заслужений юрист України, який у свій час очолював обласний відділ юстиції, був прокурором міста Стрия. Пан Тарас є нащадком славних родин Гапіїв і Костурів, які відігравали важливу роль у розвитку села.
Згадували на святі поіменно священиків, учителів, керівників церковного хору, засновників товариства «Просвіта» та читальні — усіх тих, хто своєю працею, вмінням і розумом трудилися на благо сільської громади, яка невпинно розвивалася впродовж століть.
Пробула на урочистості до Берездівець і делегація з села Брилинці, що на Перемишльщині у Польщі, адже у 1945 році вихідці із цієї місцевості, виселені з своїх споконвічно українських земель у результаті окупації «Вісла», оселились у Берездівцях. Родичі колишніх переселенців, а нині справжніх берездівчан, з Польщі пораділи разом з нами, тішилися тим, що їхнім рідним добре живеться у Берездівцях.
До слова запрошувалися поважні берездівчани, вихідці з села, гості, які у своїх виступах признавалися у любові до рідного села, читали вірші, співали пісні…
Завершилась урочиста Академія багатоголосим «Многая літа…» Берездівцям, усім нам, рідній Україні.
Святкові заходи, концерти, конкурси, зустрічі, спортивні змагання, дискотеки тривали впродовж двох днів, не залишаючи нікого байдужим.

## Видатні вихідці з села
Люди, що прославили село:
- Олексій Ратич — історик, археолог, працівник Інституту археології АН УРСР, Інституту суспільних наук. Автор багатьох досліджень, розвідок. Займався розкопками у Перемишлі, Судовій Вишні, Звенигороді, Стінці та Львові. Похований на Личаківському цвинтарі.
- Клименко Володимир Олексійович — російський театральний режисер, драматург, сценарист.
- Купрій Віталій Миколайович - журналіст, юрист.
- Тарас Костур — слідчий, прокурор міста Стрий, начальник Львівського обласного управління юстиції. 1997 року йому присвоєно почесне звання заслужений юрист України. Будучи прокурором м. Стрия він не опротестував рішення міськради про перше в Україні підняття над міською ратушею синьо-жовтого прапора.
- Мирон Кузик — фізик, кандидат фізико-математичних наук. Доцент кафедри теплотехніки, теплових і атомних електричних станцій Національного університету Львівська політехніка.
- Богдан Корецький — доктор економічних наук, професор Тернопільського національного економічного університету.
- Любомир Вовчук — футболіст-професіонал, провів 297 матчів у вищій лізі чемпіонату України. Виступав на позиції крайнього півзахисника. За час своєї кар'єри гравця найдовше грав у команді «Карпати» (Львів). У її складі став бронзовим призером чемпіонату України з 1997—1998 років. З 2007 року став тренером, спочатку в тернопільській «Ниві», а згодом — у «Карпатах 2».
- Софія Музичук — вишивальниця, рукодільниця, вироби якої прикрашають не один етнографічний музей у Львові і за кордоном.
- Богдан Яріш — дослідник історії села, який не тільки досліджував історію села, а й вів літописну книгу села Берездівці. Його справу продовжує виходець з Берездівців — журналіст Володимир Ольшанський.
- Марія Яріш і Леонтина Кузик, без віршів яких не обходиться жодне святкове дійство села.

Ансамбль «Берездівчанка» здобув звання народного і своїм співом прославляє наше село не тільки на теренах району чи області, а й закордоном.